# Isola dei Serpenti (Mauritius)
L'Isola dei Serpenti (in francese Île aux Serpents) è una piccola isola disabitata che sorge al largo della costa settentrionale di Mauritius, poco distante da Round Island.
L'isola è classificata come riserva naturale integrale (IUCN Category IA).

## Territorio
È un isolotto vulcanico a forma di cupola, con pendii estremamente ripidi, che raggiunge una altezza di 162  s.l.m. La vegetazione è quasi assente.

## Fauna
L'isola è sito di nidificazione di diverse specie di uccelli marini tra cui la sterna fuligginosa (Onychoprion fuscatus), la sterna stolida bruna (Anous stolidus) e la sterna stolida minore (Anous tenuirostris).
È inoltre il locus typicus del geco Nactus serpensinsula, endemismo presente solo su questo isolotto e sulla vicina Round Island. Ospita infine una popolazione dello scinco di Boyer (Gongylomorphus bojerii), un tempo molto comune sull'isola di Mauritius, e oggi considerato specie in pericolo critico di estinzione.